# Polycarpa cartilaginea
Polycarpa cartilaginea är en sjöpungsart som först beskrevs av Sluiter 1898.  Polycarpa cartilaginea ingår i släktet Polycarpa och familjen Styelidae. Inga underarter finns listade i Catalogue of Life.